# Death Below
Death Below è il decimo album in studio del gruppo musicale statunitense August Burns Red, pubblicato nel 2023.

## Tracce
1. Premonition – 1:53
2. The Cleansing – 7:47
3. Ancestry (featuring Jesse Leach) – 4:50
4. Tightrope (featuring Jason Richardson) – 4:13
5. Fool's Gold in the Bear Trap – 3:04
6. Backfire – 4:22
7. Revival – 4:29
8. Sevink – 1:23
9. Dark Divide – 4:58
10. Deadbolt – 4:20
11. The Abyss (featuring J.T. Cavey) – 4:34
12. Reckoning (featuring Spencer Chamberlain) – 7:52